# Governatorato della Siberia

Stemma dello Zarato della Siberia (parte dello stemma imperiale russo)

Il Governatorato della Siberia (in russo Сибирская губерния?) era una divisione amministrativa (gubernija) dello Zarato russo e poi dell'Impero russo, esistito dal 1708 al 1782. La sua sede era a Tobolsk (inizialmente scritto come Tobolesk). Il governatorato si trovava a est dell'Impero russo e confinava con la Cina a sud, con il Governatorato di Kazan a sud-ovest e con il Governatorato di Arcangelogorod a nord-ovest. Nel nord e nell'est, il governatorato era limitato dai mari dell'Oceano Artico e del Pacifico. In termini di area, il Governatorato della Siberia era di gran lunga il più grande di tutti i governatorati, poiché comprendeva aree degli Urali, della Siberia e dell'Estremo Oriente russo, alcune delle quali, all'epoca, non erano ancora state colonizzate dai russi.

## Istituzione
Il Governatorato della Siberia, insieme ad altri sette governatorati fu istituito il 29 dicembre 1708 (18 dicembre secondo il calendario giuliano), dall'editto dello zar Pietro il Grande. Come per il resto dei governatorati, non furono definiti né i confini né le suddivisioni interne del Governatorato della Siberia; il territorio era invece definito come un insieme di città e di terre adiacenti a quelle città.
Al momento della costituzione, le seguenti città furono incluse nel Governatorato della Siberia,
- (indicate come città)
  1. Berëzov
  2. Ilimsk
  3. Irkutsk
  4. Ketskoj
  5. Krasnyj Jar
  6. Kuzneck
  7. Mangazeja
  8. Narym
  9. Nerčinsk
  10. Pelym
  11. Surgut
  12. Tara
  13. Tobol'sk
  14. Tomsk
  15. Turinsk
  16. Tjumen'
  17. Verchotur'e
  18. Jakutsk
  19. Enisejsk

- (elencate come città dei pomory)
  1. Čerdyn'
  2. Kaj gorodok
  3. Kungur
  4. Perm Velikaya
  5. Solikamsk
  6. Vjatka con quattro sobborghi senza nome
  7. Jarensk

## Trasformazioni e disinsediamento

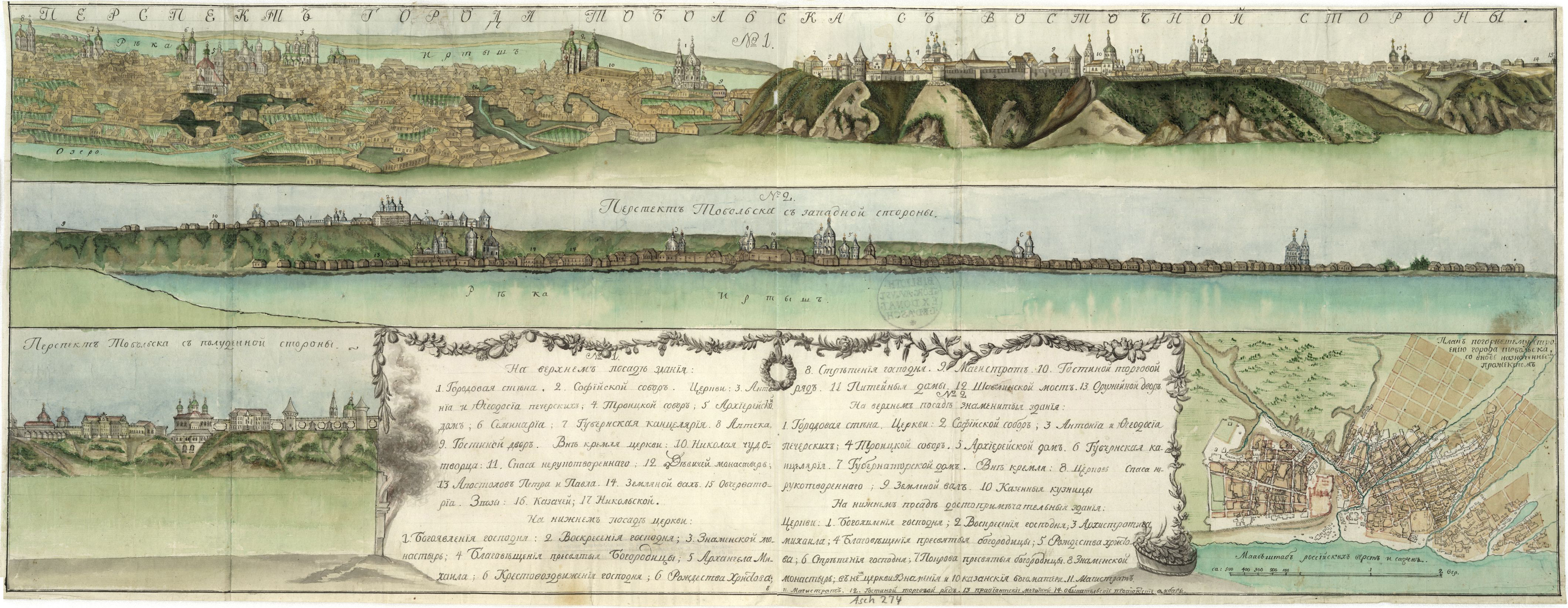
Tobolsk nel 1750

Nel 1719, il governatorato fu diviso in tre province: Vyatka, Solikamsk e Tobolsk. Contemporaneamente, l'uezd di Yarensky con il centro amministrativo di Yarensk fu spostato dal Governatorato della Siberia al Governatorato di Arcangelogorod.
Nel 1724, la provincia di Tobolsk fu divisa nelle province di Yeniseysk, Irkutsk e Tobolsk. Nel 1727, le province di Vyatka e Solikamsk furono trasferite al Governatorato di Kazan.
Nel 1736,l'uezd di Okhotsky fu separato dall'uezd di Yakutsky. Nello stesso anno, il Governatorato della Siberia fu diviso in due aree indipendenti: la provincia della Siberia, che consisteva nelle ex province di Tobolsk e Yeniseysk, sotto l'autorità del governatore (insediato a Tobolsk), e la provincia di Irkutsk. Nel 1737, le aree degli Urali meridionali furono organizzate nella provincia di Iset con il centro nella città di Shadrinsk e la provincia fu trasferita nel Governatorato di Orenburg. Nel 1764, al posto dell'ex provincia di Irkutsk fu istituito il Governatorato di Irkutsk.
Nel 1782, il Governatorato della Siberia fu abolito e la sua area fu divisa nel Vicereame di Tobolsk e nel Vicereame di Kolyvan. Il governatorato di Irkutsk fu trasformato nel vicereame di Irkutsk.

## Governatori
L'amministrazione del governatorato era affidata a un governatore. I governatori del Governatorato della Siberia furono:
- 1708-1714 Matvej Petrovič Gagarin
- 1714-1716 Ivan Fomič Bibikov (governatore ad interim)
- 1716-1719 Matvej Petrovič Gagarin, imprigionato nel 1719 e giustiziato per impiccagione nel 1721 per corruzione;
- 1719-1724 Aleksej Michajlovič Čerkasskij
- 1724-1726 Michail Vladimirovič Dolgorukov
- 1726-1727 Aleksej Michajlovič Surov (governatore ad interim)
- 1727-1728 Michail Vladimirovič Dolgorukov
- 1728-1731 Ivan Vasil'evič Boltin (vice-governatore, governatore ad interim)
- 1730 Vasilij Lukič Dolgorukov (mai arrivato a Tobolsk, imprigionato e successivamente giustiziato nel 1739)
- 1731-1736 Aleksej L'vovič Pleščeev
- 1736-1741 Pëtr Ivanovič Buturlin
- 1741-1742 Ivan Afanas'evič Šipov
- 1742-1752 Aleksej Michajlovič Sucharev
- 1754-1757 Vasilij Alekseevič Mjatlev
- 1757-1763 Fëdor Ivanovič Sojmonov
- 1763-1780 Denis Ivanovič Čičerin